# 지각 (심리학)

네커의 정육면체와 루빈의 컵은 하나 이상의 방식으로 지각할 수 있다.

지각(知覺, perception)은 감각 기관의 자극으로 생겨나는 외적 사물의 전체상(全體像)에 관한 의식을 말한다. 객관적인 실재의 직접적·감성적인 모사(模寫)로서 인식의 기초적인 단계로 정의하기도 한다. 인식론이나 철학적 심리학에서 감각, 지각, 인상 등의 용어는 사람에 따라 여러 가지로 쓰인다.
감각기관에 의해 생성된 감각정보는 대뇌피질에 전달된 후, 뇌에 저장되어 있는 지식체계 혹은 인지구조에 의해 즉각적이고 무의식적이며 거의 자동적으로 재해석되어 의미있는 형태로 변환된 후 인지되는 과정을 거쳐서 지각된다.

## 지각의 발달 및 형성
지각은 환경 내의 사물을 인지하는 일이며, 대뇌피질에 그 사물에 관한 전체상(全體像)이 형성되었음을 의미한다.
성인은 과거의 학습이나 경험을 통해서, 자기를 포함하는 세계에 관해 상당히 객관적인 견해를 가질 수 있으며, 자기 나름대로의 인지도를 가지고 있기 때문에, 환경에서 얻어지는 개개의 감각적 인식을 인지도에 따라서 이해하고, 체제화하며, 또한 수정할 수 있다. 신생아는 미분화이기 때문에 모호하고 정리되지 않는 지각밖에 할 수 없으나, 신경계의 성숙과 경험·학습의 상호작용에 의해 발달해 나간다.

### 형상의 지각
형에 대한 흥미는 비교적 빨리 발달한다. 신변에 있는 구체물의 분별은 0세부터 시작되어 1세경부터, 원·사각형·삼각형 등의 간단한 형의 판별은 2세경부터, 숫자·한글·알파벳 등 상당히 복잡한 형의 판별은 5세경부터 시작된다. 색(色)이 먼저냐 형이 먼저냐가 자주 문제가 되는데, 실험재료에 의해서 결과가 다르며, 일반적으로는 추상적인 모호(模糊)도형에서는 색이 우선하며, 구체물이나 구체도형에서는 형이 우선한다. 
즉 최초는 어린이의 흥미를 끄는 것, 어린이에게 있어서 본질적인 것에 반응하나, 발달과 함께 대상의 본질을 이해하고, 객관적인 본질로 반응하게 된다.
많은 심리학 연구로부터 생후 3개월~5개월을 전후해서 엄마의 얼굴을 인식하며 낯선 얼굴보다 선호하는 것으로 보고되고있을뿐만아니라 2명의 낯선 얼굴을 구분하는 것으로 알려져있다. 이는 얼굴에서 감정을 지각하고 나아가 사회적 참조기능을 형성하는데 필수적이다.

### 부분지각과 전체지각
처음은 미분화된 전체적 지각밖에 없고, 사물의 결정적인 특징을 전체에서 종합할 수 없다. 이것은 사물을 사물로서 객관적으로 파악하지 않고, 직관이나 정서를 엉기게 하여 정신화해서 파악하는 소위 상모적(相貌的) 지각이라든지, 소리가 들리면 동시에 색이 보이는 따위의 2가지 지각이 결부된 소위 공감각(共感覺) 등과 직접적으로 연관된다. 그러나 보고 만지고 하는 따위의 경험이 증가함에 따라서 부분에 관심을 나타내며, 의식적 탐색을 비롯하여 드디어 부분이 고정성을 획득한다. 아동기가 되면 갑자기 개별적·분석적 지각이 왕성해진다. 이것은 사물의 부분이나 측면을 주목하여 전체를 정확하게 파악하고, 다시 분석하는 태도가 개발되기 때문이다.

## 레프 비고츠키의 이론
레프 비고츠키(Lev Vygotsky)의 이론은 사회적 학습을 지각 및 인지 발달의 가장 중요한 측면으로 본다. 비고츠키 이론에서 성인은 어린이의 발달에 매우 중요하다. 학생들은 개념을 모델링하고 설명하는 중재를 통해 학습할 수 있기 때문이다. 성인과 어린이는 함께 문화와 활동의 개념을 습득하고 지속한다. 비고츠키는 우리가 사회 학습을 통해 복잡한 정신 활동을 얻는다고 여겼다. 비고츠키 이론의 중요한 부분은 가장 효과적인 학습이 이루어지는 시기라고 보고된 근접 발달 영역(ZPD)에 근거하고 있다. ZPD는 어린이가 혼자서 할 수 있는 영역에서 도달하지 못하는 더 높은 수준의 영역을 MKO(보다 효과적인 지식을 갖춘 다른 사람,more knowledgeable other)의 도움으로 그러한 영역에 도달할 수 있는 것을 말한다. 비고츠키는 또한 문화가 그 문화에서 사용되는 언어, 작문 및 계산등의 제도적 시스템으로서 인지 발달의 매우 중요한 부분이라고 제시했다. 비고츠키 이론의 또 다른 측면은 혼잣말(private speech)이다. 개인적 중얼거림은 문제 해결을 돕기 위해 자신과 대화할 때이다. 아동에게 발판 또는 도움을 지원으로 제공한 다음 천천히 지원을 제거하고 시간이 지남에 따라 아동이 스스로 더 많은 일을 할 수 있게 하는 것도 비고츠키 이론의 한 측면이다.

## 성리학적 용법
성리학에서 이야기하는 지각이란 심이 가지고 있는 감각, 인식, 판단 등의 제반 능력을 통틀어 가리키는 개념이다. 이는 ‘인간을 비롯한 생명체가 감각기관을 통해 인지하는 작용’을 뜻하는 서양철학에서의 지각(perception) 개념과 다르다. 주희 역시 맥락에 따라 그러한 감각적 인지능력의 의미로 지각이라는 단어를 사용할 때가 있지만, 일반적으로 지각은 그러한 감각지를 포함해 보다 광범위한 의미에서 인식 및 시비판단 능력을 지칭한다. 이와 같은 지각은 인간의 심이 지닌 고유하고 특별한 기능으로 간주된다. 감각적 지각의 경우 인간 뿐만 아니라 다른 짐승들 역시 공유하는 능력이지만 옳고 그름을 판단하거나 사물의 이치를 궁구하는 것 같은 고차적인 지각능력은 인간만이 가지고 있는 것이기 때문이다. 그런 의미에서 말하자면 지각은 심이 수행하는 모든 기능 및 작용에 대한 총칭이라고 할 수 있다.
허령은 이와 같은 지각의 신묘함을 형용하는 말이다. 이에 주희는 두 개념을 묶어 ‘허령지각’이라고 말하기도 한다. ‘마음의 허령’이라거나 ‘마음의 지각’ 등과 같은 말은 표현상의 차이가 있을 뿐 대개 동일한 대상을 지칭하곤 한다. 그러나 엄밀히 말하면 허령이 심의 상태를 기술하는 형용사적 개념인 데 비해 지각은 심의 기능 또는 역량을 가리키는 명사적 개념이라는 점에서 차이가 없는 것은 아니며 학자에 따라 허령과 지각을 체용의 관계로 구분하는 경우도 있다. 다만 심, 허령, 지각은 모두 맥락에 따라 다르게 표현되는 것일 뿐 서로 상통하는 어휘임을 유념할 필요가 있다.
주자학의 지각 개념과 관련해서 기억해야 할 또 하나의 단어는 주재(主宰)다. ‘심통성정’이라는 명제로 심성론을 정리한 중화신설 이후 주희의 지각 개념은 주재의 의미를 강하게 내포하게 된다. ‘심통성정’의 ‘통’을 주재의 의미로 읽을 때, 여기서 주재란 외물과 접하여 본성에서 정감이 발현되는 메커니즘의 전과정을 심이 적극적으로 주관하고 통솔하는 것을 의미한다. 인간이 외물과 아직 접하지 않은 미발의 상태에서 중(中)을 보존하는 것은 심 주체의 주재 하에 가능한 일이다. 나아가 정감이 발현되어 화(和)를 이루는 것 역시 외물과의 접촉에 따른 즉자적인 반응이 아니라 주체로서의 심에 의해 정감이 주도적으로 운용되는 것이다. 다시 말해 주재는 미발과 이발에 걸쳐 중화(中和)의 덕을 견지하는 마음의 활동을 가리킨다. 이에 주희는 본성과 정감을 주재하는 심 주체의 역량이 마음의 고유기능인 지각에 달려 있다고 본다. 심이 미발과 이발의 두 계기를 가지고 있듯이 지각 역시 미발시와 이발시에 걸쳐 존재한다. 인간이 이처럼 고요함과 움직임에 걸쳐 일관된 도덕적 상태를 견지할 수 있는 것은 심의 능력인 지각이 있기 때문이다. 이렇듯 주희의 중화신설에서 지각은 주재자로서 심의 위상을 확고히 하는 중요한 개념이 된다.

## 같이 보기
- 단안단서
- 앨리스 증후군
- 아포페니아
- 체화된 인지
- 변화맹
- 감정
- 내성 (심리학)
- 파레이돌리아
- 지각 (철학)
- 고유수용성감각
- 감각질
- 상 (마음작용)
- 모의 현실
- 시뮬레이션